# شهرستان مارشال (کنتاکی)
شهرستان مارشال، کنتاکی (به انگلیسی: Marshall County, Kentucky) یک سکونتگاه مسکونی در ایالات متحده آمریکا است که در کنتاکی واقع شده‌است.